# سامانثا سانت
سامانثا سانت هي ممثلة إباحية أمريكية ولدت في 8 يونيو 1987.